# Freecom
Freecom (Eigenschreibweise FReeCOM) ist ein deutscher Hersteller von Computerperipherie. Zu seinen Produkten gehören u. a. externe USB-Festplatten (wobei die eigentliche Festplatte von Samsung und anderen hergestellt wird), USB-Flash-Laufwerke, USB-DVB-T-Fernsehempfänger sowie ein Datenwiederherstellungsdienst.
Gegründet wurde das Unternehmen 1989 von Dick Hoogerdijk und Axel Lucassen.  Freecom war das erste Unternehmen, das eine externe Festplatte nach USB 3.0-Standard herausbrachte.
Im Jahre 2009 wurde Freecom an Mitsubishi Chemical/Verbatim verkauft. 2020 erfolgte die Übernahme von Freecom durch CMC Magnetics.